# Shelby Wilson
Shelby Autrie Wilson (ur. 14 lipca 1937 w Ponca City) – amerykański zapaśnik. Złoty medalista olimpijski z Rzymu.
Walczył w stylu wolnym, w kategorii lekkiej (do 67 kg). Zawody w 1960 były jego jedyną olimpiadą.
Zawodnik Ponca City High School w Ponca City i Oklahoma State University–Stillwater. Dwa razy All-American w NCAA Division I (1958–1959). Drugi w 1958 i 1959 roku. 

## Letnie Igrzyska Olimpijskie 1960
| Konkurencja      | Rundy eliminacyjne   | Rundy eliminacyjne        | Rundy eliminacyjne | Rundy eliminacyjne           | Rundy eliminacyjne | Rundy eliminacyjne      | Klas. końcowa |
| Konkurencja      | Przeciwnik I         | Przeciwnik II             | Przeciwnik III     | Przeciwnik IV                | Przeciwnik V       | Przeciwnik VI           | Miejsce       |
| ---------------- | -------------------- | ------------------------- | ------------------ | ---------------------------- | ------------------ | ----------------------- | ------------- |
| 67 kg styl wolny | Parkash Gian (IND) Z | Martti Peltoniemi (FIN) Z | Kazuo Abe (JPN) Z  | Wołodymyr Syniawski (URS]) Z | wolny los Z        | Moustafa Tajiki (IRI) Z | 1.            |